# Only Revolutions
Albums de Biffy Clyro
Missing Pieces – The Puzzle B-Sides
(2009) Lonely Revolutions
(2010)
Singles
1. Mountains
Sortie : 18 août 2008
2. That Golden Rule
Sortie : 23 août 2009
3. The Captain
Sortie : 26 octobre 2009
4. Many Of Horror
Sortie : 18 janvier 2010
5. Bubbles
Sortie : 2 mai 2010
6. God & Satan
Sortie : 23 août 2010

Only Revolutions est le cinquième album du groupe écossais de rock alternatif Biffy Clyro, publié le 9 novembre 2009, par 14th Floor Records.
Six singles sont extraits de l'album : Mountains, That Golden Rule, The Captain, Many Of Horror, Bubbles, God & Satan. Il a atteint la 3e place des charts albums au Royaume-Uni et la 16e en Irlande. Après sa sortie, l'album est un succès critique et commercial. Il est certifié disque d'or par la BPI, puis disque de platine en juin 2010 avec la vente de 300 000 exemplaires au Royaume-Uni, ce qui en fait l'album du groupe le plus vendu. Il est le 26e album le plus vendu de l'année 2010 au Royaume-Uni avec 377 900 ventes. Il est nommé pour le Mercury Prize 2010, qui est décerné chaque année pour le meilleur album du Royaume-Uni ou d'Irland. Rock Sound le classe dans sa liste des 75 meilleurs albums de 2009.

## Historique
Dans une interview à NME en septembre 2008, Simon Neil confirme que les travaux ont commencé dans la continuité de l'album Puzzle, mais comprenant les "riffs les plus lourd à ce jour" pour le groupe tout en introduisant des claviers, ce qui suggère une certaine expérimentation. Le premier aperçu de l'album est venu le novembre suivant, le groupe introduit la chanson God & Satan au cours d'un concert acoustique à l'Union Chapel de Londres. Dans un article de Kerrang! paru en mars 2009, il est indiqué qu'ils prévoient d'entrer en studio et de commencer l'enregistrement pour avril. Ce même article révèle le titre d'une autre chanson du prochain album : Boom, Blast and Ruin. Bien que cette chanson fut finalement mise au rebut, une chanson du même nom apparaît finalement sur l'album.
L'album inclut la chanson Mountains qui n'apparaissait jusque-là sur aucune autre. That Golden Rule est désigné comme second single de l'album à la suite de son passage sur le Zane Lowe Show de la BBC Radio 1 le 23 août.
David Campbell a participé à l'orchestration de six des 12 pistes. Kerrang! a validé les rumeurs selon lesquelles Josh Homme fait une apparition sur l'album, y allant de son solo de guitare  sur Bubbles. The Captain fait son premier passage au cours du Zane Lowe de BBC Radio 1 le 8 septembre, annonçant en même temps sa sortie en single le 26 octobre. Le quatrième single, Many of Horror est publié le 18 janvier 2010, enregistré au cours de l'émission radio de Fearne Cotton.
Le 23 août, le groupe sort une compilation de toutes les faces-B d'Only Revolutions, appelée Lonely Revolutions. À l'origine, seulement 300 exemplaires de vinyles étaient prévus, mais plus tard 1000 disques sont sortis.
La chanson Many of Horror est choisie par le finaliste X-Factor Matt Cardle, et a été publié le lundi 13 décembre avec pour objectif de devenir numéro un des singles à Noël au Royaume-Uni.
James Johnston confie que le titre de l'album provient de la nouvelle de Mark Z. Danielewski portant le même nom :

« C'est un livre vraiment intéressant. […] La bonne chose, c'est que c'est une histoire racontée de deux points de vue et Simon s'est marié l'année dernière et je pense que c'est un record d'amour de ce point de vue-là, c'est à propos sa relation avec sa nouvelle épouse. Une grande partie de l'histoire résume le fait d'essayer de prendre des arguments de quelqu'un d'un autre point de vue et d'être capable de voir les deux faces de l'image. Je suppose qu'il y a beaucoup qui touche aux révolutions dans la vie et les révolutions dans les relations et ce genre de choses, que chaque personne passe par différents points de vue dans sa vie. »

## Liste des chansons
Toutes les paroles sont écrites par Simon Neil, toute la musique est composée par Biffy Clyro.
| No  | Titre                 | Durée |
| --- | --------------------- | ----- |
| 1.  | The Captain           | 3:43  |
| 2.  | That Golden Rule      | 3:49  |
| 3.  | Bubbles               | 5:01  |
| 4.  | God & Satan           | 3:09  |
| 5.  | Born on a Horse       | 2:49  |
| 6.  | Mountains             | 3:21  |
| 7.  | Shock Shock           | 3:03  |
| 8.  | Many of Horror        | 4:18  |
| 9.  | Booooom, Blast & Ruin | 3:16  |
| 10. | Cloud of Stink        | 2:55  |
| 11. | Know Your Quarry      | 3:29  |
| 12. | Whorses               | 3:55  |

## Charts
| Chart (2009)       | Position |
| ------------------ | -------- |
| UK Albums Chart    | 3        |
| Irish Albums Chart | 16       |
| Swiss Albums Chart | 99       |